# Taille d'épargne

Principe de base de l'impression en relief. A désigne la surface d'impression, B désigne la feuille de papier ; les grosses lignes noires sont les zones encrées (l'épaisseur de la couche d'encre est exagérée sur ce schéma).

La taille d'épargne est une technique de gravure opposée à la taille-douce en ceci que les parties creuses de la surface ne sont pas destinées à être encrées, contrairement à ce qui est laissé en relief. Les principaux procédés sont la gravure sur bois, la xylographie, la linogravure et certains types de collagraphie.
Une presse n'est pas indispensable à l'impression de petits tirages, le papier pouvant simplement être pressé à la main contre la plaque.
L’usage de caractères mobiles dans l'imprimerie étant également une technique d'impression en relief, les gravures en taille d'épargne pouvaient être imprimées à côté du texte, pour servir d'illustration, tandis que les gravures en taille-douce devaient être imprimées séparément.
Les estampes traditionnelles d'Extrême-Orient utilisent principalement cette technique.